# Crewe Alexandra Football Club
Maillots
Actualités
Le Crewe Alexandra Football Club est un club anglais de football basé dans la ville de Crewe, dans le Cheshire. Surnommé The Railwaymen à cause de la connexion entre la ville et l'industrie ferroviaire, il évolue en EFL League Two (quatrième division anglaise) et joue ses matchs à l'Alexandra Stadium.
Le club est fondé en 1877, et est nommé d'après la Princesse Alexandra. Il est membre fondateur de la Football League Second Division en 1892, mais n'y reste que quatre années. Depuis la réintégration dans la Football League en 1921, ils sont restés dans les divisions inférieures d'Angleterre. Le seul trophée notable du club est le Football League Trophy gagné en 2013.
Durant les dernières décennies, le club a été associé à Dario Gradi, qui a été entraîneur entre 1983 et 2007 et détient le record de l'entraîneur à avoir tenu son poste le plus de temps de toute l'histoire du football anglais après être resté 24 ans responsable de Crewe. Il revient à son poste entre 2009 et 2011. Gradi était connu pour se focaliser sur le développement des jeunes joueurs. Des joueurs notables sont passés par l'académie du club, tels que les anciens joueurs internationaux Rob Jones, Neil Lennon, Danny Murphy, Seth Johnson et Dean Ashton.

## Histoire
Fondé en 1877, le club adopte un statut professionnel en 1892 et rejoint la League en 1892 (deuxième division). Le club gallois quitte la League en 1896 puis y retrouve sa place en 1921.
Club anglais implanté dans une ville proche du pays de Galles, Crewe Alexandra participe plusieurs fois à la coupe du pays de Galles, signant deux succès en 1936 et 1937.
À l'issue de la saison 2015-2016, Crewe est relégué en EFL League Two (quatrième division anglaise).
À l'issue de la saison 2019-2020, Crewe est promu en EFL League One (troisième division anglaise).
À l'issue de la saison 2021-2022, Crewe est relégué en EFL League Two (quatrième division anglaise).

## Palmarès et records

### Palmarès
| Compétitions nationales | Compétitions régionales |
| - Championnat d’Angleterre de deuxième division (0) : - Meilleur classement : 6e en 1997. - Championnat d’Angleterre de troisième division (0) : - Vice-champion : 2003. - Coupe du Pays de Galles (2) : - Vainqueur : 1936 et 1937. - Football League Trophy (1) : - Vainqueur : 2013. | - Cheshire Senior Cup (6) : - Vainqueur : 1910, 1912, 1913, 1923, 2002 et 2003. - Cheshire Premier Cup (2) : - Vainqueur : 2009 et 2010. |

## Joueurs et personnalités du club

### Entraîneurs
Le tableau suivant présente la liste des entraîneurs du club depuis 1892.
| Rang | Nom              | Période              |
| ---- | ---------------- | -------------------- |
| 1    | W.C. McNeill     | août 1892-mai 1894   |
| 2    | J.G. Hall        | août 1895-mai 1896   |
| 3    | R. Roberts       | janv. 1897-déc. 1897 |
| 4    | J.B. Bloomley    | janv. 1898-mai 1925  |
| 5    | Tom Bailey       | août 1825-mai 1938   |
| 6    | George Lillycrop | août 1938-juil. 1944 |
| 7    | Frank Hill       | juil. 1944-oct. 1948 |
| 8    | Arthur Turner    | oct. 1948-déc. 1951  |
| 9    | Harry Catterick  | déc. 1951-juin 1953  |
| 10   | Ralph Ward       | juin 1953-mai 1955   |

| Rang | Nom             | Période              |
| ---- | --------------- | -------------------- |
| 11   | Maurice Lindley | août 1955-mai 1958   |
| 12   | Harry Ware      | août 1958-mai 1960   |
| 13   | Jimmy McGuigan  | juin 1960-nov. 1964  |
| 14   | Ernie Tagg      | nov. 1964-oct. 1970  |
| 15   | Tom McAnearney  | oct. 1970-juil. 1971 |
| 16   | Dennis Viollet  | août 1971-nov. 1971  |
| 17   | Jimmy Melia     | mai 1972-déc. 1973   |
| 18   | Ernie Tagg      | janv. 1974-déc. 1974 |
| 19   | Harry Gregg     | janv. 1975-mai 1978  |
| 20   | Warwick Rimmer  | août 1979-mai 1979   |

| Rang | Nom                   | Période              |
| ---- | --------------------- | -------------------- |
| 21   | Tony Waddington       | juin 1979-juil. 1981 |
| 22   | Arfon Griffiths       | août 1981-oct. 1982  |
| 23   | Peter Morris          | nov. 1982-juin 1983  |
| 24   | Dario Gradi           | juin 1983-juil. 2007 |
| 25   | Steve Holland         | juil. 2007-nov. 2008 |
| 26   | Dario Gradi (intérim) | nov. 2008-déc. 2008  |
| 27   | Gudjon Thordarson     | déc. 2008-oct. 2009  |
| 28   | Dario Gradi (intérim) | oct. 2009-nov. 2011  |
| 29   | Steve Davis           | nov. 2011-jan. 2017  |
| 30   | David Hartell         | jan. 2017-           |